# Mompracem/Ritorno a Mompracem
Mompracem è un singolo dei gruppi musicali italiani Oliver Onions e M&G Orchestra, pubblicato nel 1978 nell'album La tigre è ancora viva: Sandokan alla riscossa! del 2007, contenente la colonna sonora del film  La tigre è ancora viva: Sandokan alla riscossa!, diretto da Sergio Sollima.

## Descrizione
Mompracem è un brano scritto da Cesare De Natale e Sergio Sollima su musica Guido e Maurizio De Angelis. Il brano fu utilizzato come colonna sonora del film  La tigre è ancora viva: Sandokan alla riscossa!, diretto da Sollima, secondo lungometraggio dedicato al celebre personaggio di Emilio Salgari Sandokan, interpretato da Kabir Bedi.
Ritorno a Mompracem è la canzone pubblicata sul lato B del singolo, scritta da Cesare De Natale su musica Guido e Maurizio De Angelis, brano strumentale che ripropone in chiave acustica il brano del lato a, con un'introduzione iniziale che richiama il celebre motivo Sandokan, sigla della serie televisiva omonima e canzone portante della prima trasposizione cinematografica della stessa. 
Entrambi i brani sono stati inclusi nella colonna sonora del film, La tigre è ancora viva: Sandokan alla riscossa!, pubblicata per la prima volta nel 2007, dopo che si pensava fosse andata perduta, ad opera della Digitmovies.

## Tracce
1. Mompracem – 4:22 (Cesare De Natale, Sergio Sollima)
2. Ritorno a Mompracem – 3:22 (Cesare De Natale, Sergio Sollima)

Durata totale: 7:44

## Formazione
- Guido De Angelis
- Maurizio De Angelis